# Toxicochlespira pagoda
Toxicochlespira pagoda is een slakkensoort uit de familie van de Mangeliidae. De wetenschappelijke naam van de soort is voor het eerst geldig gepubliceerd in 1990 door Sysoev & Kantor.